# 布拉肯 (密蘇里州)
布拉肯（英語：Bracken）是位於美國密蘇里州韋伯斯特縣的非建制地區。

## 歷史
布拉肯的郵局於1877年設立，其後於1906年停運。

## 地理
布拉肯所處的海拔為高於海平面412米（即1352英呎），而該地所採用的時區為UTC-6，即北美中部時區（CST）。同時該地設有夏令時間，為UTC-6調快一小時，即UTC-5（CDT）。